# 小田観螢
- 小田観螢[1][2]
- 小田観蛍[3][4]
- 小田觀熒[5]

小田 観螢（おだ かんけい、1886年〈明治19年〉11月7日 - 1973年〈昭和48年〉1月1日）は、日本の歌人。本名は小田哲弥。北海道歌壇の草分け、北海道歌壇の功労者とされる。二度にわたって妻を喪いながらも歌を詠み続けたことから、「逆境の歌人」とも呼ばれる。

## 経歴
岩手県九戸郡宇部村（後の久慈市）で誕生した。伯父である小田為綱の教育の賜物で、13歳のとき中国の歴史書『一八史略』を読み、周囲を驚かせた。
1900年（明治33年）、家が破産したために学業を断念、母方の叔母を頼って一家で北海道小樽にわたり、観螢は奥沢小学校の代用教員として勤めた。その後も北海道各地に転任し、開拓民の子供たちに教えつつ、自らも農業に携わる、半農半教の生活を送った。

### 歌人の道へ
一方では文学の関心も高まっており、小樽最古の和歌の結社「小樽興風会」に入会したことをきっかけに、歌人となった。北海道の文芸誌に加え、若山牧水の『創作』、太田水穂の『潮音』にも出詠し、歌人として次第に認められ始めた。
1911年（明治44年）8月、教員仲間と十勝岳に登山中に遭難し、10日目に奇跡的に救助された。この遭難で、歌人としてさらに脚光を浴びることなった。観螢はこの遭難の最中ですら、「火を焚けど背（そ）びら冷たく霧ふりてまどろむ間なく夜はあけにけり」「氷雨ふるこごし岩根に深山鳥（みやまどり）巣ごもり鳴けば涙しくだる」と短歌を詠んでいた。夜もクマの襲撃を避けて木の上で夜を明かしつつ、歌を詠んだ。この遭難にまつわる連作は、後に第1歌集『隠り沼』に収録された。
1916年（大正5年）、富良野の鳥沼小学校の訓導兼校長となった。この頃には妻との間に3人の娘をもうけていたが、翌1917年（大正6年）に、妻が急性肺炎により急逝した。観螢は学校の傍らで、遺された3人の幼い娘を育てたが、その苦境の最中にも短歌への情熱を失うことはなく、慟哭ともいえる連作を作った。1918年（大正7年）、山梨の歌人である米倉久子と再婚。歌集『陰り沼』を発行し、全国的な評判と共に、多くの人々の涙を誘った。
1923年（大正14年）、当時の名門である小樽中学（北海道小樽潮陵高等学校）に大抜擢されて、小樽へわたった。同年に両親と死別。また山梨出身の久子は北海道の環境が厳しかったため、静養のために単身で山梨に戻り、観螢は子供たちを抱えつつ、妻と別居生活を送ることとなった。1930年（昭和5年）、短歌誌『新墾（にいはり）』を創刊し、後進の育成にも力を入れた。
1938年（昭和13年）2月、久子の重病の報せが届いた。観螢は子を連れて山梨を駆けつけたものの、それも空しく久子は死去した。観螢は前妻と後妻、それぞれの間の計5人の子供を、男手一つで育てた。これが「逆境の歌人」と呼ばれる所以である。
後に『新墾』の同人を3度目の妻として迎え、生活も安定し、多くの歌集を出版した。

### 戦中・戦後
1944年（昭和19年）、物資不足から『新墾』が休刊。終戦翌年の1946年（昭和21年）1月、観螢の家族たち総出の協力のもと、『新墾』が復刊した。しかしGHQの事前検閲は厳しく、小樽市の発行所に「横書きの白い大形の角封筒が投げ込まれるたびに、観蛍は心が冷える思いであった。
戦後の『新墾』からは、多くの歌人や評論家が育ち、歌論にとらわれない若い歌人たちが登場した。特に中城ふみ子は、観螢が助力した歌人であった。歌集『乳房喪失』の後書きによれば、中城は1946年より『新墾』に参加していた。中城は小田の人格に傾倒しており、小田による短歌の批評を信頼していた。1954年3月、『新墾』の若手歌人である山名康郎らが小田観螢に反旗を翻す形で新たに『凍土』を立ち上げた際、中城ふみ子も『凍土』に参加した。しかし山名らが『新墾』から脱退したのに対して、中城は最後まで『新墾』に加入し続けた。
小田は中城ふみ子に対し、それまでのどの弟子に対してよりも歌壇への進出のための手を尽くした。中城が日本短歌社による五十首応募で特選となり、病床の中で歌集『乳房喪失』刊行を急ぐ中、観螢はその校正を手掛けて、刊行を裏で支えた。『乳房喪失』の後書きの中で中城ふみ子は「昭和二十一年入社以来適切な御指導を賜った 新墾の小田観螢先生」と、小田観螢への感謝の意を示している。
その後も小樽高等商業学校（現・小樽商科大学）、北照高等学校、札幌短期大学など、教員生活は50年にわたり、その傍らも短歌を詠み続けた。短歌に加えて学校の校歌も作詞しており、その数は小樽市内14校に加えて、北海道内外含めて30数校にのぼった。

### 晩年
1972年（昭和47年）の大晦日、家族を集め、伝家の刀や家の由来を話し、上機嫌であった。しかしその翌日の1973年（昭和48年）元旦、心不全により、86歳で死去した。同年1月に米寿の祝賀会が計画されていた矢先の急逝であった。告別式は小樽市内の龍徳寺で行われ、急な訃報に集った参列者は千人に達した。
小樽市緑に遺されている歌碑は、1963年（昭和38年）に、観螢の喜寿を祝って建立されたもので、1億8千万年前のジュラ紀の巨岩が使用されている。他に富良野市の鳥沼公園、生誕地の久慈市内各地にも歌碑が建てられている。

## 人物
飲酒や喫煙の習慣もない、高潔な人格者であった。性格は至って明朗快活、人と接するときには時に洒落や冗談を交え、好感を抱かせた。学校でも、多くの生徒たちからの敬愛を集めた。
歌人で文芸評論家の菱川善夫は、父親が小田観螢の同僚の教員であった。菱川によれば、小田も菱川の父も、共に語りの名手であり、特に小田は無声映画の活弁を彷彿させるような美しい語り口で、文学好きの青年たちを喜ばせた。また菱川自身の評論の展開も美文と評価されているが、これは小田からの影響が大きいと見られている。

## 評価
明治期の観螢は万葉集に傾倒しており、当時の短歌は万葉集の影響を受けていたが、大正期にはそれが大きく変貌して、新古今和歌集や松尾芭蕉の俳諧の技法が多く取り入れられており、その後も反写実的な歌、さらに前衛歌人からの影響の濃い歌へと変貌している。このことから、歌人の山名康郎は観螢を無所住心（心が一箇所に住み着かない、無限な魂の意味）の歌人としている。
太田水穂は、観螢は『潮音』などに出詠していたことで地方に埋没してしまった感があり、中央歌壇からは多い存在であったが、「『潮音』から離れて中央歌壇に場を求めれば、名を輝かせる歌人になっただろう」と、口惜しんでいる。
小田観螢の短歌は、喪った妻を想う歌も多い一方で、その悲哀から再起するかの如く、濁りのない自然な短歌も多い。太田水穂は小田の歌集『陰り沼』の序文で、「君の心に触るる物は直ちに君自身の物であるといふ境地──言葉を換へて云へば一切の物に『我れ』を見ると云ふやうな境涯」と評価している。こうした苦境の中での短歌に対する情熱や意欲を称える声もある。
自ら短歌を詠むのならず、歌壇の選者として短歌の普及に大きく尽くしたことで、北海道歌壇の功労者とも評価されている。『潮音』活動の基盤を作った歌人、北海道歌壇の祖との声もある。

## 代表歌
- 距離感の 近き銀河を あふぎ居り 身は北ぐにに 住みふさふらし
- 十勝岳 火は生くかぎり 絶えせねば けはしき道も われは行くべし
- 門遠く 山脈（やまなみ）の空 秋晴れて 我が打つ板木 こだまをかへす
- ふるさとは 路傍のうなゐ 荷車を 輓ける牛さへ 見過ぐしがたし